# فرانتيسيك جوزيف جيرستنر
فرانتيسيك جوزيف جيرستنر (بالتشيكية: František Josef Gerstner)‏ (و. 1756 – 1832 م) هو فيزيائي، ورياضياتي، وعالم فلك، ومهندس من مملكة بوهيميا . ولد في خوموتوف .
توفي عن عمر يناهز 76 عاماً.